# Kanton Saint-Galmier
Der Kanton Saint-Galmier war bis 2015 ein französischer Wahlkreis im Arrondissement Montbrison, im Département Loire und in der ehemaligen Region Rhône-Alpes. Hauptort war Saint-Galmier. Vertreter im conseil général des Départements war von 1995 bis 2013 Paul Salen (UMP). Ihm folgte bis 2015 Michèle Maras (ebenfalls UMP) nach.

## Gemeinden
Der Kanton umfasste die Wahlberechtigten aus elf Gemeinden:
| Gemeinde               | Einwohner Jahr | Fläche km² | Bevölkerungsdichte | Code INSEE | Postleitzahl |
| ---------------------- | -------------- | ---------- | ------------------ | ---------- | ------------ |
| Andrézieux-Bouthéon    | 9844 (2013)    | 16,28      | 605 Einw./km²      | 42005      | 42160        |
| Aveizieux              | 1557 (2013)    | 9,02       | 173 Einw./km²      | 42010      | 42330        |
| Bellegarde-en-Forez    | 1996 (2013)    | 18,91      | 106 Einw./km²      | 42013      | 42210        |
| Chambœuf               | 1566 (2013)    | 11,12      | 141 Einw./km²      | 42043      | 42330        |
| Cuzieu                 | 1495 (2013)    | 11,51      | 130 Einw./km²      | 42081      | 42330        |
| Montrond-les-Bains     | 5269 (2013)    | 10,11      | 521 Einw./km²      | 42149      | 42210        |
| Rivas                  | 567 (2013)     | 4,6        | 123 Einw./km²      | 42185      | 42340        |
| Saint-André-le-Puy     | 1405 (2013)    | 8,66       | 162 Einw./km²      | 42200      | 42210        |
| Saint-Bonnet-les-Oules | 1553 (2013)    | 12,41      | 125 Einw./km²      | 42206      | 42330        |
| Saint-Galmier          | 5643 (2013)    | 19,47      | 290 Einw./km²      | 42222      | 42330        |
| Veauche                | 8698 (2013)    | 10,41      | 836 Einw./km²      | 42323      | 42340        |